# Samuel Spokes
Alexander Edmondson (Tamworth, Nova Gal·les del Sud, 16 d'abril de 1992) és un ciclista australià professional des del 2013.

## Palmarès
- 2010
  - 1r a la Liège-La Gleize
- 2012
  - 1r al Tour d'Eure-et-Loir i vencedor d'una etapa
- 2014
  - 1r a la Cursa de la Pau sub-23 i vencedor de 2 etapes